# Junna
Cesarz Junna (jap. 淳和天皇 Junna tennō; 786-840) – 53. cesarz Japonii, według tradycyjnego porządku dziedziczenia.
Junna panował w latach 823-833.
Mauzoleum cesarza znajduje się w prefekturze Kioto. Nazywa się ono Ōhara no nishi no mine no e no misasagi.